# Parafia św. Jakuba Apostoła w Białutach
Parafia św. Jakuba Apostoła w Białutach – parafia rzymskokatolicka w diecezji toruńskiej, dekanacie działdowskim, z siedzibą w Białutach.

## Historia
Parafia w Białutach została założona w 1371 roku przez zakon krzyżacki. W 1557 roku, na mocy postanowień synodu prowincjonalnego w Piotrkowie, parafia została włączona do diecezji płockiej.
Kościół wybudowany dopiero w 1700 roku, konsekrował (w 1713 roku) biskup płocki Ludwik Bartłomiej Załuski. Należy podkreślić, że w wyniku działań właścicieli białuckiego majątku w czasie reformacji  parafia ta była jedną z nielicznych katolickich parafii w całych Prusach.
W 1821 r. na mocy bulli De salute animarum parafia została wcielona do dekanatu górzeńskiego w diecezji chełmińskiej. A następnie w 1861 roku w skład dekanatu pomezańskiego. Parafia pozostała w diecezji chełmińskiej aż do końca jej istnienia, czyli 25 marca 1992 roku, kiedy to papież Jan Paweł II zreorganizował administrację Kościoła w Polsce. Dekanat Działdowo został przyłączony wraz z wszystkimi parafiami do diecezji toruńskiej.

## Kościół parafialny
Obecny kościół parafialny powstał około roku 1884, poświęcono 23 stycznia 1887 roku. Jest to budowla z nietynkowanej cegły w stylu neogotyckim. W 1885 roku w świątyni zainstalowano dziewięciogłosowe organy.
 Kościół parafialny został wpisany do wykazu zabytków nieruchomych 2000-04-27 pod numerem A-4172.

## Galeria
|                                    |                                     |
| Kościół parafialny, wejście główne | Drewniana kaplica w lesie białuckim |

## Zasięg parafii
Do parafii należą wierni z miejscowości:
- Białuty
- Białuty-Kolonia
- Chorab
- Dźwierznia
- Pruski
- Purgałki
- Szczepka